# Col d'Ornon
Le col d'Ornon à 1 360 mètres d'altitude relie Bourg-d'Oisans via Ornon au nord à Entraigues via Chantelouve au sud.
Par là même, il se situe entre le massif du Taillefer à l'ouest et le massif des Écrins à l'est.

## Activités

### Cyclisme
Le col d'Ornon a été franchi à 8 reprises par le Tour de France. Il est classé 2e catégorie, à l'exception de 1979 où il n'a été qu'en 3e catégorie. Voici les coureurs qui ont franchi les premiers le col :
- 1966 : Luís Otaño  Espagne
- 1979 : Bernard Bourreau  France
- 1982 : Bernard Vallet  France
- 1991 : Pello Ruiz Cabestany  Espagne
- 1994 : Ángel Yesid Camargo  Colombie
- 2002 : Axel Merckx  Belgique
- 2013 : Arnold Jeannesson  France
- 2017 : Michael Matthews  Australie

### Sports d'hiver
Autour du col s'organise la petite station de ski du même nom, composée d'un domaine alpin et d'un domaine nordique.
Le domaine alpin est constitué de 4 pistes avec plusieurs variantes qui conviennent pour des skieurs de niveau débutant à confirmés. Il est de même pour le domaine nordique qui voit ses pistes s'étendre sur la commune de Chantelouve au travers de la forêt.
Cette station est gérée par un syndicat intercommunal nommé le SERACO composé d'élus locaux ou volontaires qui ont pour devoir de développer la notoriété de la station et s'occuper de son fonctionnement.